# Route nationale 550
Pour les articles homonymes, voir Route nationale 550 (homonymie).
La route nationale 550 ou RN 550 était une route nationale française reliant Courthézon à Forcalquier.
À la suite de la réforme de 1972, elle a été déclassée en RD 950.

## Ancien tracé de Courthézon à Forcalquier (D 950)
- Courthézon
- Sarrians
- Loriol-du-Comtat
- Carpentras, où elle rencontrait la RN 542
- Sault
- Saint-Trinit
- Revest-du-Bion
- Redortiers
- Banon
- Ongles
- Limans
- Pont du lac de barrage de la Laye
- Mane
- Forcalquier